# Горнослав
Горносла́в (болг. Горнослав) — село в Пловдивській області Болгарії. Входить до складу общини Асеновград.

## Населення
За даними перепису населення 2011 року у селі проживали 102 особи, усі — болгари.
Розподіл населення за віком у 2011 році:
Динаміка населення: